# Bahadur Xah I
Qutb ud-Din Muhammad Muadhdham, esdevingut Bahadur-Xah i conegut amb el títol de Xa Àlam I (Burhanpur, Dècan, 14 d'octubre de 1643 - Lahore 27 de febrer de 1712) fou el sisè emperador mogol, segon fill de l'emperador Aurangzeb i de la seva segona dona Rahmat an-Nisa Nawab Bai. Filla del rei Raju de Rajawarí, Kashmir, morta el 1691, fou també la mare del príncep Muhammad Sultan (mort a presó el 1675/1676) i de Badr an-Nisa Begum (1647-1670). Es va casar diverses vegades i es coneixen el nom de tres dones: Mihr an-Nisa Begum, Aziz an-Nisa Khanam i Nur an-Nisa Begum.
A partir del 1663 va lluitar al Dècan contra el Sultanat de Bijapur. Fou considerat hereu quan el seu germà gran es va passar a Xah Xuja i designat quan va morir el 1675/1676 rebent llavors el títol de Shah Alam. El 1683/1684 va dirigir un exèrcit pel Konkan cap a Goa en ajut dels portuguesos que estaven assetjats pel maratha Xambaji, però es va barallar amb els portuguesos i privat de subministraments va haver de retirar-se en desordre. Després va tornar a lluitar contra Bidjapur i contra els kutbshàhides de Golconda.
Va caure en desgràcia d'Aurangzeb quan no va mostrar hostilitat contra el príncep rebel Akbar; va fer un intent de mediació entre Abu-l-Hàssan de Golconda i l'emperador Aurangzeb i aquest la va interpretar com una traïció. Muhammad Muadhdham fou detingut amb el seu fill el 4 de març de 1687, i empresonat en condicions molt dures, després millorades fins que fou alliberat l'abril de 1695 i nomenat subadar d'Agra i el 1699 governador de la província de Kabul càrrec que encara exercia quan va morir el seu pare el 2 de març del 1707; llavors els seus fills governaven un Tattha i un altre Multan. Es va assabentar de la mort del seu pare el 22 de març de 1707 i es va dirigir ràpidament a l'est, i en arribar a Lahore es va proclamar emperador i va deixar al seu germà Azam Shah el Dècan. Va arribar a Agra el 12 de juny i el 18 de juny de 1707 Azam-Khan i el seu fill Bidar Bakht van morir en una batalla prop de Jajau, amb el que Bahadur-Xah I es va consolidar al poder.
Un dels seus primers maldecaps foren els rajputs; l'hivern del 1707 al 1708 va decidir sobre la successió d'Amber i va sotmetre al príncep de Jodhpur.
Va haver d'enfrontar també als marathes i per consell de Dhu-l-Fikar-Khan va alliberar a Shahu, net de Xiwaji, i el va enviar al país maratha amb un alt rang mogol (mansab de 7000) esclatant la guerra civil entre Shahu i els partidaris de Tara Bai, regent de la vídua del seu oncle Radja Ram.
Un altre germà de l'emperador, Kam Bakhsh, el fill més jove d'Aurangzeb, també es va revoltar; Bahadur va marxar en campanya contra ell al Dècan, i el rebel fou derrotat i mort prop d'Hayderabad el 13 de gener de 1709. Mentre durava aquesta campanya els rajputs de Jodhpur es van tornar a revoltar i van haver de ser sotmesos per segon cop (1709-1710) però en esclatar una revolat dels sikhs va haver d'acabar la campanya amb un compromís. L'assassinat del líder sikh, Guru Singh (1708) que era fidel de Bahadur, va reactivar al revolta al nord dirigida per un personatge anomenat Banda que va matar a Wazir Dhah, va ocupar el Sirhind i va assolar el Panjab oriental. Bahadur va conquerir Lohgarh i va derrotar a Banda el 1710/1711 però no el va poder capturar.
Va retornar a Lahore on va restar fins a la seva mort el 12 de febrer de 1712. Els seus quatre fills Muizz al-Din Djahandar Shah, Azim al-Shan, Rafi al-Shan i Djahan Shah es van disputar la successió i va triomfar el primer.